# 류빔

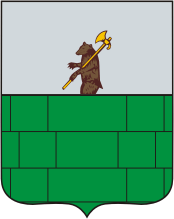
시 문장

류빔(러시아어: Люби́м)은 러시아 야로슬라블주 북동부에 위치한 도시로, 오브노라강과 코스트로마강이 합류하는 지점에 위치한다. 야로슬라블(야로슬라블 주의 주도)에서 북동쪽으로 125 km 정도 떨어진 곳에 위치하며 인구는 6,254명(2002년 기준)이다. 1546년 신설되었으며 1777년 시로 승격되었다. 철도역과 목재 공장이 들어서 있다.